# Eriococcus pamiricus
Eriococcus pamiricus är en insektsart som först beskrevs av Bazarov 1968.  Eriococcus pamiricus ingår i släktet Eriococcus och familjen filtsköldlöss. Inga underarter finns listade i Catalogue of Life.